# 臧荼
臧 荼（ぞう と、? - 紀元前202年）は、秦末から前漢にかけての人物。

## 略歴
燕の将であったが、項羽に従い秦の章邯に包囲された趙を救った。そのまま項羽に従い、関中に入った。高祖元年（紀元前206年）、項羽が天下を分けて諸侯を立てると、臧荼は燕王に立てられ、もともとの燕王だった韓広（趙王武臣の将）は遼東王に遷された。しかし、その年の内に臧荼は韓広を攻め滅ぼし、遼東を併合して燕全体の王となった。
高祖3年（紀元前204年）、趙の陳余を破った韓信は、広武君李左車の進言に従い、兵を休めると共に燕に使者を送った。燕王臧荼は韓信に帰順した。
高祖5年（紀元前202年）、劉邦が項羽を倒した後、楚王韓信、韓王信、淮南王英布、梁王彭越、元の衡山王呉芮、趙王張耳と共に漢王劉邦に「皇帝」の尊号を奉った。
その年に漢に対し反乱を起こした。反乱した理由は史書に記されていないが、部下の音詢が謀反を漢に密告したという。。高祖劉邦自ら征伐に出向き、臧荼は捕らえられて処刑された。臧荼に代わって、盧綰（高祖の幼馴染）が燕王に封建された。子の臧衍は出奔して、匈奴へ亡命した。
なお、漢の武帝の実母である景帝王皇后の母は臧児といい、臧荼の孫娘に当たる。